# Hiệp ước Thiệu Hưng

Nam Tống và Kim vào năm 1142 sau Hiệp ước Thiệu Hưng.

Hiệp ước Thiệu Hưng (tiếng Trung: 紹興和議; bính âm: Shàoxīng Héyì) là thỏa thuận chấm dứt các cuộc xung đột quân sự giữa Nhà Kim và Nam Tống. Đồng thời vạch ra một cách hợp pháp ranh giới của hai nước và buộc triều đại nhà Tống phải từ bỏ tất cả các yêu sách đối với các lãnh thổ cũ của họ ở phía bắc của tuyến Tần Lĩnh-Hoài Hà, bao gồm cả kinh đô cũ của họ là Khai Phong. Hoàng đế Cao Tông của Tống đã xử tử Nhạc Phi sau hiệp ước.
Hiệp ước đã được ký vào năm 1141 và theo đó, Nam Tống đã đồng ý cống nạp 250.000 lạng và 250.000 cuộn lụa cho Kim mỗi năm (cho đến năm 1164). Hiệp ước đã chính thức được phê chuẩn vào ngày 11 tháng 10 năm 1142 khi một phái viên Kim đến thăm triều đình nhà Tống. Hiệp ước đã biến Nam Tống thành một quốc gia triều cống triều đại Kim.